# Claude-François de Narbonne-Pelet
Claude-François de Narbonne-Pelet (Arles, 23 octobre 1688 -  Lectoure, 14 mai 1760), est un ecclésiastique français, évêque de Lectoure de 1746 à sa mort. On lui doit la création d’un hôpital sur l’emplacement de l’ancien château des comtes d'Armagnac.

## Biographie
Claude-François est le fils de Jean-Denis de Narbonne-Pelet, seigneur de Cannes, et d’Élisabeth Courtois, d'une grande famille de la noblesse provençale et languedocienne. Il a fait des études chez les Jésuites à Avignon. Docteur en théologie, il est doyen de l’église Notre-Dame-des-Pommiers de Beaucaire puis en janvier 1731 abbé de l’Abbaye de Valsaintes, près de Simiane-la-Rotonde, au diocèse d’Apt. L’archevêque d’Arles l’a fait grand vicaire et official. Le 19 mai 1646, il est nommé évêque de Lectoure. Il succède à Paul-Robert Hertaut de Beaufort, qui a affronté durement la crise janséniste dont Lectoure était un foyer actif, notamment au couvent des Carmélites. 
Le nouvel évêque s’efforce de pacifier la situation et il développe une politique active envers les déshérités, ce qui lui vaut une grande renommée. Il établit plusieurs hôpitaux destinés à accueillir les pèlerins et les indigents de la cité. Il obtient enfin du roi la concession de l’ancien château des comtes d’Armagnac pour édifier sur l’emplacement des fortifications, des cours et des communs un vaste bâtiment destiné à devenir un grand hôpital et une manufacture pour donner du travail aux nécessiteux. Il fait venir les religieuses des Filles de la Charité, ou « sœurs grises ». Le corps central de l’édifice et l’aile nord sont construits à partir de 1759. Arrêtés par manque de subsides, les travaux seront terminés au début du XIXe siècle.

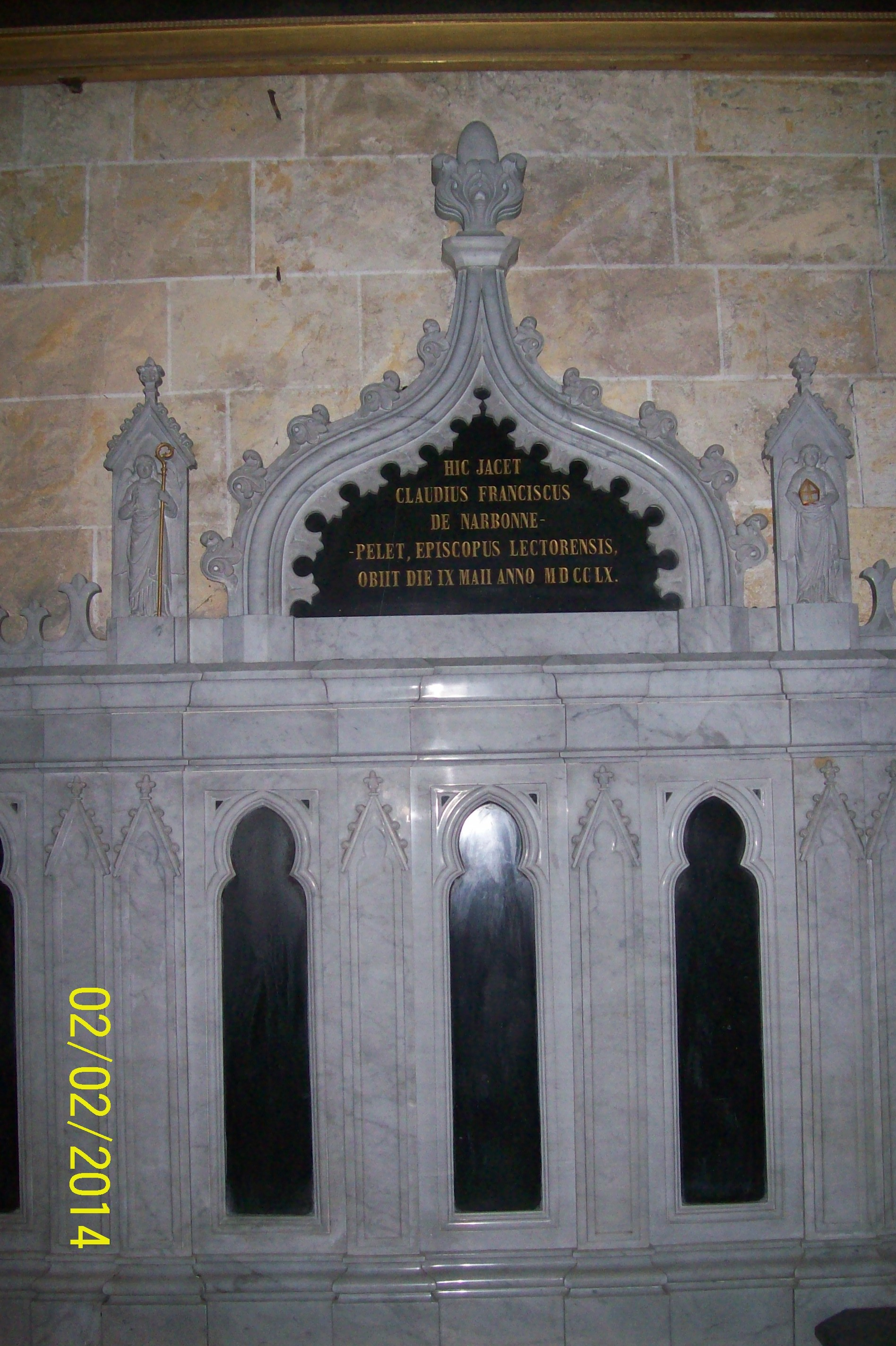
Tombeau de Claude-François de Narbonne-Pelet dans la cathédrale de Lectoure

À sa mort, le prélat est inhumé dans la cathédrale Saint-Gervais-Saint-Protais de Lectoure. La dalle funéraire est toujours visible dans la chapelle Sainte-Catherine, dans le déambulatoire. À la fin du XIXe siècle l’abbé Mauco, archiprêtre, fait transférer le corps dans la dernière chapelle nord de la cathédrale, transformée en chapelle funéraire. Elle est décorée d’un pavement et d’un lambris en plaques de marbre noir et blanc, et d’un autel également en marbre. Le panneau central porte l’épitaphe de l’évêque, encadrée par des statues d’anges portant la crosse et la mitre.

## Iconographie
Un portrait de Mgr de Narbonne-Pelet, peint en 1756 par un peintre d'Avignon, François Palasse (1717-1790), autrefois accroché dans l'église Notre-Dame-des-Pommiers de Beaucaire, dont il avait été doyen au début de sa carrière, a été classé Monument historique au titre d'objet le 25 juillet 1978. Volé en 1985, le portrait a été remplacé en février 1989 par une copie peinte sur bois par l'érudit et photographe Olivier Lombard d'après une reproduction photographique. Il se trouve sur le mur sud de la chapelle Sainte-Marie-Madeleine,.